# الفتاوى الولوالجية
الفتاوى الولوالجية كتاب مهم يعد من الكنوز الفقهية ومن أمهات كتب فقهاء الأحناف، وقد تناول موضوعات هامة كالطهارة والاعتكاف والزكاة والصوم وغيرها. واعتمد الكتاب طريقة محكمة في عرض المسائل وتحليلها وإيراد الأراء فيها واستنباط الأحكام في هذه المسائل.

## نبذة عن مؤلف الكتاب
هو عبد الرشيد بن أبي حنيفة نعمان بن عبد الرازق بن عبد الله الولوالجي القاضي ظهير الدين أبو الفتح، الفقيه الحنفي أحد تلامذة الإمام أبي المعين النسفي. ولد بولوالج (بلدة من طغارستان بلخ) في جمادى الأولى سنة 467 هـ، وورد بلخ وتفقه بها على البرهان مدة، ثم ورد سمرقند، وأختص بأبي محمد القسطواني، وكتب الأمالي عن جماعة من الشيوخ، وسكن كش مدة، ثم انتقل إلى سمرقند. قال أبو المظفر عبد الرحيم بن السمعاني: لقيته، وسمعت منه، وكان عالماً فقيهاً فاضلاً صحيح المذهب حسن السيرة. سمع كتاب الشمائل المحمدية لأبي عيسى الترمذي من أبي القاسم الخليلي، وقرأه عليه السمعاني في سمرقند، وتوفي سنة 540 هـ، وله الأمالي في الفقه، وتنسب له كتب التراجم الفتاوى المشهورة بالولوالجية، لكن تقي الدين الغزي صاحب (الطبقات السنية في تراجم الحنفية) يقول: «ليس الولوالجي هذا بصاحب الفتوى المشهورة، فإن ذلك اسمه إسحاق».
قال أحمد العلاونة في كتابه (نظرات في كتاب الأعلام): «عبد الرشيد بن أبي حنيفة، توفي بعد 540هـ. قلت: كتب قال الأستاذ زهير ظاظا في كتابه (ترتيب الأعلام): "وفي ترجمته اضطراب أشار الزركلي إلى وجوب التحقق منه. ومن مشاركه في اللقب والنسب إسحاق بن أبي بكر الولوالجي، ظهير الدين المتوفي 710هـ إلا أن الزركلي لم ينبه على ترجمة الثاني في الأول، فتحقق". قلت: هما اثنان لا واحد، وإن نسب لهما (الفتاوى الولوالجية) والصحيح أن هذه الفتاوى لإسحاق الولوالجي كما في (الجواهر المضية)، و(الطبقات السنية)، و(تاج التراجم)، وانظر: (مداخل المؤلفين)، ويستدرك على الزركلي اسم والد الولواجي: (النعمان)».